# Потија
Потија или град Калимнос (гр:Πόθια, ен:Pothia) град је у југоисточној Грчкој и седиште округа Калимнос, као и највеће насеље истоименог острва Калимнос, у периферији Јужни Егеј.

## Природни услови
Потија се налази у југоисточном делу грчке државе. Град је смештен у Југоисточном делу острва Калимнос, у природној луци - омањем заливу. Јужно и северно до града се стрмо издижу планине.
Клима у Потији је средоземна, са жарким и дугим летима и благим и кишовитим зимама.

## Историја
Погледати: Калимнос

## Становништво
Данашњи град има око 14.000 становника или око 2/3 острвског становништва.
Становници Потије су махом етнички Грци. Некадашње малобројно муслиманско становништво иселило се почетком 20. века у Турску. Лети се број становника значајно увећа доласком туриста, било домаћих или страних.

## Галерија слика
- Поглед на Потију и турску обалу у даљини
- Потија - градско приобаље